# The Sims 3: Generations
The Sims 3: Generations — четверте доповнення для комп'ютерної гри жанру стратегічного симулятору життя The Sims 3. В США вийшло 31 травня 2011. Перше анонсування відбулося через випуск трейлеру 5 квітня 2011. Доповнення вміщує елементи із попередніх доповнень The Sims 2: Family Fun Stuff, The Sims: House Party, The Sims 2: Teen Style Stuff, The Sims 2: FreeTime, The Sims 2: University та The Sims 2: Celebration! Stuff. Це перше доповнення для The Sims, яке не вміщувало в собі ігрового мануала, замість цього мало простий путівник по установленню та серійний код. Всі наступні доповнення, починаючи із The Sims 3: Generations відтепер не мають при собі ігрового мануала.

## Ігровий процес
Доповнення фокусується на кожній життєвій фазі сімів та розширює можливості їх взаємодій із іншими сімами та навколишнім середовищем.
Для дітей тематика доповнення — творча уява. Для підлітків — бунтарські хаотичні сцени, наприклад вечірки під час відпусток батьків чи жартівливі витівки. Юнаки та дорослі фокусуються на стосунках: розпочинаючи від одруження до народження своїх дітей. Сіми похилого віку насолоджуються спогадами своїх золотих років та спогляданням дорослішання своїх внуків.
Разом із доповненням Seasons The Sims 3: Generations не має нового району. У режимі створення сімів чоловікам відтепер можна додавати волосся на тілі. Із доповненням додаються дві нові характеристики сімів: бунтарська та піклувальна. Сіми із бунтарським характером можуть виконувати різні витівки, такі як фальшиве надзвонювання у дверний дзвінок, додання фарби для волосся у шампунь та підриви туалетів. Сіми із піклувальним характером краще справляються із доглядом за дітьми і можуть наказати неслухняного сіма, забороняючи їм грати у відеоігри чи покидати будинок.
Сімів-дітей відтепер можна записувати у позашкільні гуртки. Для цього існують школа балету та табір скаутів. Підлітки можуть записатися у два шкільні клуби та брати участь у спортивних командах, драматичних клубах, дискусійних командах, шкільних музичних гуртах та шкільній газеті.

## Трейлери
Неофіційний трейлер
11 березня 2011 у мережі з'явився неофіційний трейлер із показом будиночка на дереві, послизайся-і-ковзайки, спіральних сходів, криз середнього віку, сімейні відео, різних витівок, шкільних випускних танців та шкільних випусків.
Офіційний трейлер
5 квітня 2011 EA офіційно підтвердила чутки про доповнення на прес-релізі та випуском трейлера на офіційному каналі на YouTube The Sims 3 Official YouTube Channel.

## Рецензії
| Агрегатор  | Оцінка |
| ---------- | ------ |
| Metacritic | 72/100 |

| Видання  | Оцінка |
| -------- | ------ |
| GamePro  | [ 7 ]  |
| GameSpot | 6.5/10 |
| IGN      | 7/10   |

Нейтан Маньє із IGN описав нововведення доповнення як "достатні для отримання насолоди, але не достатньо великі у якості великих змін до основної гри".

## Розробка доповнення

### Музика
Американський поп-панк-гурт All Time Low вніс свою пісню «Time Bomb» із альбому «Dirty Work» до відеогри. Пісня містилася у трейлері-анонсу доповнення. У самій грі пісню можна почути на радіостанції "Поп". Рок-гурт Portugal. The Man також вніс свою пісню «Everything You See (Kids Count Hallelujahs)» із свого майбутнього альбому «In The Mountain In The Cloud».
| The Sims 3 Generations soundtrack | The Sims 3 Generations soundtrack | The Sims 3 Generations soundtrack | The Sims 3 Generations soundtrack |
| #                                 | Назва                             | Artist                            | Тривалість                        |
| --------------------------------- | --------------------------------- | --------------------------------- | --------------------------------- |
| 1.                                | «Changing»                        | The Airborne Toxic Event          | 3:49                              |
| 2.                                | «Time Bomb»                       | All Time Low                      | 3:28                              |
| 3.                                | «Dominoes»                        | Black Cards                       | 3:22                              |
| 4.                                | «Everyway»                        | Circa Survive                     | 4:18                              |
| 5.                                | «Happily Ever After»              | He Is We                          | 4:13                              |
| 6.                                | «Kiss Me Slowly»                  | Parachute                         | 4:01                              |
| 7.                                | «Cow Bay»                         | Stevie Q                          | 3:02                              |
| 8.                                | «Wonder Why»                      | Stevie Q                          | 3:47                              |